# José Rosado Gil
José Rosado Gil (Navalmoral de la Mata, Càceres, ? - Madrid, 14 de juny de 1954) fou un polític extremeny, Diputat del Congrés dels Diputats d'Espanya pel Districte de Navalmoral de la Mata (província de Càceres) per la fracció demòcrata del Partit Liberal Fusionista a les eleccions generals espanyoles de 1905, 1910, 1914, 1916, 1918, 1920 i 1923.
Fou fiscal del Tribunal de Comptes en 1917 i Ministre de Governació Interí durant l'absència del seu titular, Manuel García Prieto, el 1918. També fou 
Senador del Regne elegit en representació de la província de Lleó en el període 1919-1920. També fou director general de Registres i Notariat i subsecretari de la presidència del Consell de Ministres.
A les eleccions de 1936 va ser escollit diputat per la circumscripció de Badajoz, formant part de la Candidatura Contrarevolucionària, centre, integrant-se en la minoria de Manuel Portela Valladares, amb 143.003 vots d'un total de 309.703 votants, en un cens electoral de 409.878 electors, sent el quart candidat més votat de la seva candidatura, el Socialista José Aliseda Olivares va ser el candidat més votat amb 168 411 vots
En produir-se la revolta, José Rosado es trobava a Madrid i va assistir a la sessió celebrada per les Corts Espanyoles l'1 d'octubre de 1936. Uns mesos després aconsegueix evadir-se a França incorporant-se al bàndol nacional. En Consell de Guerra celebrat a Sant Sebastià el 1938 va ser condemnat a mort pel delicte de rebel·lió, pena que li va ser commutada per 20 anys de presidi.